# Aedes osornoi
Aedes osornoi är en tvåvingeart som beskrevs av Berlin 1969. Aedes osornoi ingår i släktet Aedes och familjen stickmyggor. Inga underarter finns listade i Catalogue of Life.